# Швейцария на зимних Олимпийских играх 2002
Результаты выступления сборной команды Швейцарии на зимних Олимпийских играх 2002 года, проходивших в Солт-Лэйк-Сити, США. Честь страны защищали сто десять спортсменов, принимавшие участие в двенадцати видах спорта. В итоге сборная удостоилась одиннадцати комплектов наград и в общекомандном зачёте заняла одиннадцатое место.

## Медалисты

### 01!Золото
- Симон Амман — прыжки с трамплина, К-90.
- Симон Амман — прыжки с трамплина, К-120.
- Филипп Шох — сноуборд, параллельный гигантский слалом.

### 02!Серебро
- Кристиан Райх, Стив Андерхуб — бобслей, двойки.
- Люция Эбнётер, Мирьям Отт, Таня Фрей, Лоранс Бидо, Надя Ротлизбергер — кёрлинг.

### 03!Бронза
- Соня Неф — горнолыжный спорт, гигантский слалом.
- Мартин Аннен, Беат Хефти — бобслей, двойки.
- Андреа Хубер, Лоранс Роша, Бригитте Альбрехт-Лоретан, Наташа Леонарди-Кортези — лыжные гонки, эстафета 4x5,5 км.
- Андреас Шваллер, Кристаф Шволлер, Маркус Эгглер, Дамиан Грихтинг, Марко Рамштайн — кёрлинг.
- Грегор Штели — скелетон.
- Фабьенн Ройтелер — сноуборд, хафпайп.

## Состав и результаты олимпийской сборной Швейцарии

### Лыжное двоеборье
Спортсменов — 1
Мужчины
| Соревнование         | Спортсмены      | Прыжки с трамплина | Прыжки с трамплина | Лыжная гонка | Лыжная гонка | Лыжная гонка | Итоговое место |
| Соревнование         | Спортсмены      | Результат          | Место              | Гандикап     | Результат    | Место        | Итоговое место |
| -------------------- | --------------- | ------------------ | ------------------ | ------------ | ------------ | ------------ | -------------- |
| Индивидуальная гонка | Андреас Хартман | 236,5              | 9                  | +2:35        | 39:07,3      | 14           | 9              |
| Спринт               | Андреас Хартман | 104,2              | 18                 | +1:14        | 16:30,7      | 7            | 8              |